# Jorge Reyes (músico)
Jorge Reyes Valencia (1952 - 2009) fue un músico mexicano nacido en Uruapan, famoso por hacer fusiones de distintos tipos de música, difundir la música prehispánica a través de sus discos y por haber sido miembro de la banda mexicana de rock progresivo Chac Mool.

## Biografía

### Primeros años
Reyes nació el 24 de septiembre de 1952 en Uruapan, Michoacán, ciudad en donde residió hasta los 16 años cuando se trasladó a la ciudad de México para perseguir su vocación musical, la cual descubrió a muy temprana edad. Estudió flauta travesera en la Escuela Nacional de Música de la UNAM antes de optar por un estilo propio. 
En los años 70 viajó a Europa en una aventura de aprendizaje musical que le llevó hasta Alemania. Allí estudió música clásica, electrónica y jazz. Después, ávido de investigar y profundizar sobre diversas expresiones de música tradicional, viajó hacia Dharamsala, India, donde quedó atrapado por la fascinación de la música hindú y tibetana.

### Grupo Chac Mool
Al regresar a su país se integró a los grupos musicales Al Universo y Nuevo México, donde hizo sus primeras fusiones mezclando el rock con instrumentos como el teponaztli (caparazones de tortuga y de caracol). La aparición de Chac Mool coincidió con el auge del rock mexicano. Fueron pioneros al incorporar instrumentos como violonchelo, mandolina, timbales, sintetizadores, flauta y autóctonos prehispánicos.
En 1980 Jorge Reyes, Armando Suárez y Carlos Alvarado fundaron el grupo de rock progresivo Chac Mool, con el que grabaron cuatro discos: Nadie en especial (1980), Sueños de metal (1981), Cintas en Directo (1982) y Caricia Digital (1984), en los que además de mostrar sus dotes como flautista y guitarrista del grupo, imprimió sus conocimientos, empezó a sintetizar y mezclar el resultado de sus investigaciones musicales y le dio a la banda su característica esencial: la creación de atmósferas con letras profundas que trasladaban a los oyentes a un mundo fantástico.

### Carrera solista
En 1985, tras la disolución de Chac Mool, Reyes comenzó una carrera en solitario que le llevó a ser uno de los músicos mexicanos más reconocidos del mundo. El músico se caracterizó por presentar música popular mexicana y concebir sus conciertos como si fueran ceremonias rituales prehispánicas, en las cuales esbozó las investigaciones que había adquirido en sus viajes para formular lo que es la base de su propuesta sonora, mezclar los sonidos autóctonos con la tecnología musical avanzada de procesadores de sonido, armonizadores y sonidos guturales.
Un ejemplo de esta mezcla fueron los tradicionales conciertos que ofrecía el Día de Muertos en el Espacio Escultórico de la UNAM, reivindicación de los principios sagrados de las culturas prehispánicas, donde el músico aparecía disfrazado como un jaguar. Su incansable búsqueda de las diferentes expresiones musicales autóctonas lo llevó a utilizar un sinnúmero de instrumentos de origen mesoamericano, tanto de percusión, como tambores, teponaztlis, caparazones de tortugas, piedras y sonajas, así como otros de viento: ocarinas, tlapizallis, trompetas de caracol, silbatos de viento, flautas funerarias, flautas dobles, etc. El sonido de esos instrumentos, aunado a voces a manera de oración y cánticos guturales, fueron los elementos de la obra de Jorge Reyes que quedaron plasmados en más de una treintena de discos, además de las incontables presentaciones alrededor del mundo.
Su trabajo cercano y de forma regular con indígenas mexicanos, como es el caso de los huicholes, influenciaron medularmente en su obra. De igual manera la famosa curandera María Sabina, quien aparece en su disco Comala, cantando sus rituales de curación.
Jorge Reyes colaboró con músicos como el mexicano Antonio Zepeda (A la izquierda del colibrí) en 1986, y el guitarrista español Suso Saiz, con el que grabó el álbum Crónica de castas (1990), y un año más tarde Bajo el sol jaguar producido por Saiz en Alemania. Asimismo con artistas de la escena electrónica como el dueto francés Deep Forest (Comparsa) y el norteamericano Steve Roach (Origins), sin dejar atrás su trabajo con cantantes como Sasha Sokol (11:11) y Chavela Vargas.
Entre otros títulos de su discografía se encuentran: Tributo a Chano Pozo, Tonami, Mexican Music: Prehispanic Rituals, Mort Aux Vaches, Katuwira, The Serpent's Lair, Prehispanic Mistic Rites, Vida Mexicana: Mariachi Music & Rancheros, Pluma de Piedra, Todo un poco, El Tunkul, Viento de Navajas, Niérika, Tlaloc, Suspended Memories Forgotten Sons, Forgotten Gods, The Flayed God y Twilight Herat.
Reyes incursionó en la cinematografía a través de la banda sonora de La otra conquista, película del cineasta mexicano Salvador Carrasco, producida por Plácido Domingo y su hijo Álvaro, que fue estrenada en 1999 con un gran éxito de taquilla, reportando más de dos millones de espectadores tan solo en México.
De igual manera compuso las bandas sonoras de la película española Hijos del Viento dirigida por José Miguel Juárez (1998), Serafín de René Cardona (2001), el cortometraje animado Malapata de Ulises Guzmán (2000), y musicalizó el espectáculo multimedia Nahui Olin, del dramaturgo José Luis Cruz Antonio interpretado por la actriz mexicana Ariane Pellicer, así como la obra de William Blake, Las bodas del cielo y el infierno, entre otras.
Jorge Reyes es miembro fundador desde 2001 del LEAS (Laboratorio de Experimentación Artística y Sonora ) de Radio Educación, donde produjo las obras: Zocaloop, Epitafio (Altar Sonoro a Xavier Villaurrutia) y Los proverbios del infierno (primer lugar en el festival Radioarte Aether Fest, en Nuevo México, EUA).
En febrero de 2003 apareció en Holanda, España y México su disco Pluma de Piedra, contando con la colaboración del inventor holandés de instrumentos musicales, Piet Jan Blauw.
El Camino Del Jaguar, Lo Mejor de Jorge Reyes, 1984 a 2001, es el título de su álbum doble, que incluye 26 composiciones en dos horas y media de música.
Jorge Reyes grabó 26 álbumes, entre los que destacan: A la izquierda del colibrí (con Antonio Zepeda, 1985), Comala (1986), Ek Tunkul (1987), Viento de navajas (1988) y la obra fundamental Bajo el sol jaguar (1991). Además de Nierika (1989) y El costumbre (1993), entre muchos otros.

### Fallecimiento
La madrugada del sábado 7 de febrero de 2009 falleció a causa de un paro cardíaco. Mientras dormía en su estudio. Sus restos fueron cremados. Le sobreviven sus hijos Citlalli, Ridwan y Eréndira, su esposa Ursula Kipp y su mujer, Ariane Pellicer.
Sus amigos encendieron velas y, con los instrumentos musicales de Jorge, formaron un altar añadiendo dos fotografías suyas en blanco y negro, y una alfombra de pétalos alrededor del ataúd. Cuatro ramos de flores custodiaron el féretro, mientras algunos hicieron sonar las flautas de barro y los tambores que el músico había utilizado en sus actuaciones por todo el mundo o en su propio país en el que nació hace 56 años.
De manera póstuma la Sociedad de Autores y Compositores de México le otorgó a Jorge Reyes en 2009 el reconocimiento Trayectoria 25 y más…, por 33 años de intensa actividad creativa en la música.
La banda Chac Mool se presentó en 2009 durante la 2da. edición del festival de velas en Uruapan, la ciudad natal de Jorge Reyes como homenaje

## Discografía como solista
- A la izquierda del colibrí (con Antonio Zepeda) (1985)
- Comala (1986)
- Ek Tunkul (1987)
- Viento de navajas (1988)
- Nierika (1989)
- Crónica de castas (1990)
- Bajo el sol jaguar (1991)
- UAISCM4: Tlaloc (con Francisco López) (1991)
- Suspended Memories Forgotten Gods (con Suso Saiz y Steve Roach) (1992)
- El costumbre (1993)
- Suspended Memories Earth Island (con Suso Saiz y Steve Roach) (1994)
- The Flayed God (1994)
- Tonami (1995)
- Cupaima (con Chavela Vargas) (2007)